# Saab PhoeniX
Saab PhoeniX – koncepcyjny samochód sportowy szwedzkiej marki Saab zaprezentowany podczas Międzynarodowych Targów Motoryzacyjnych w Genewie w 2011 roku.

## Historia i opis modelu

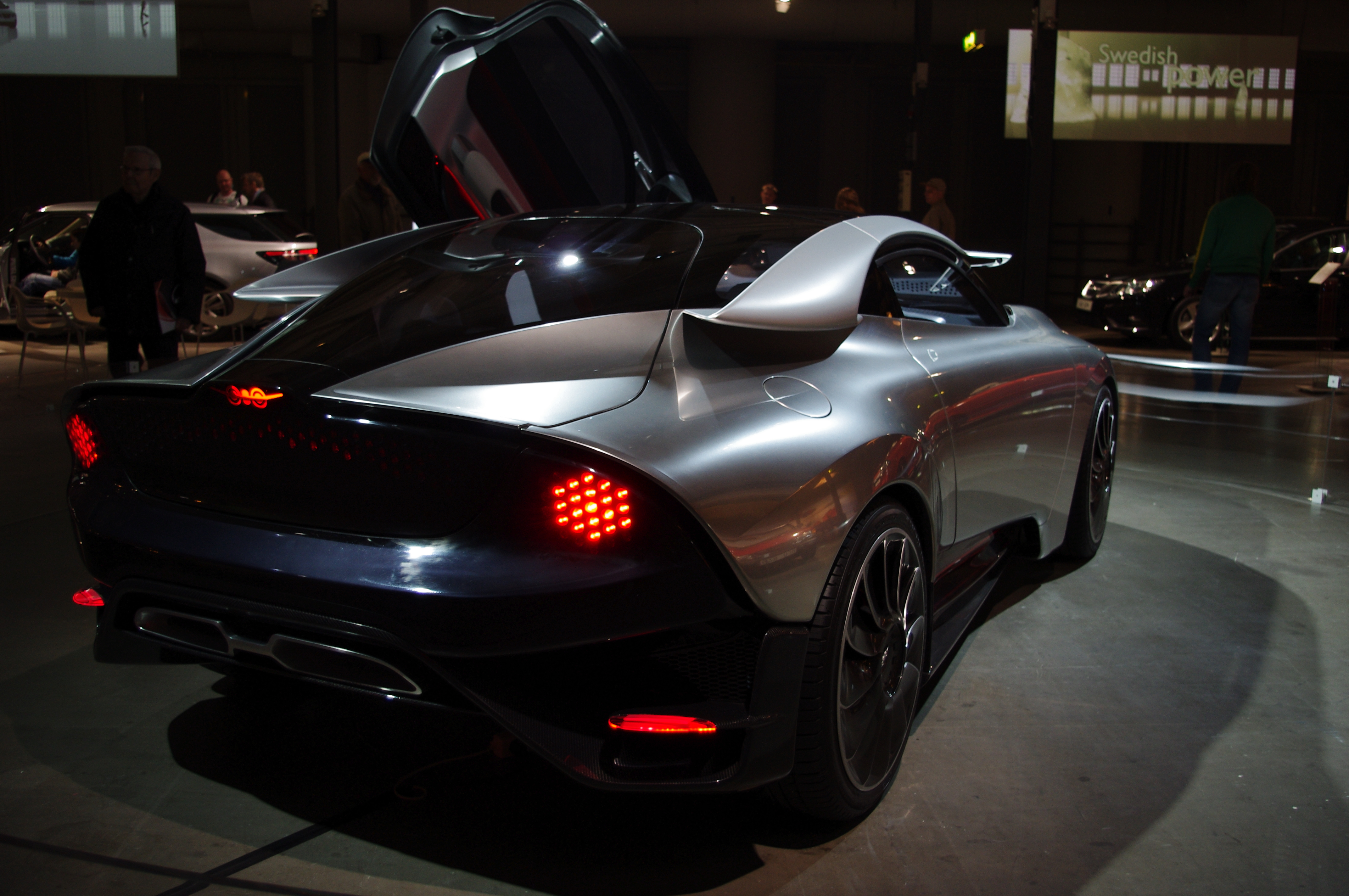
Tył modelu PhoeniX

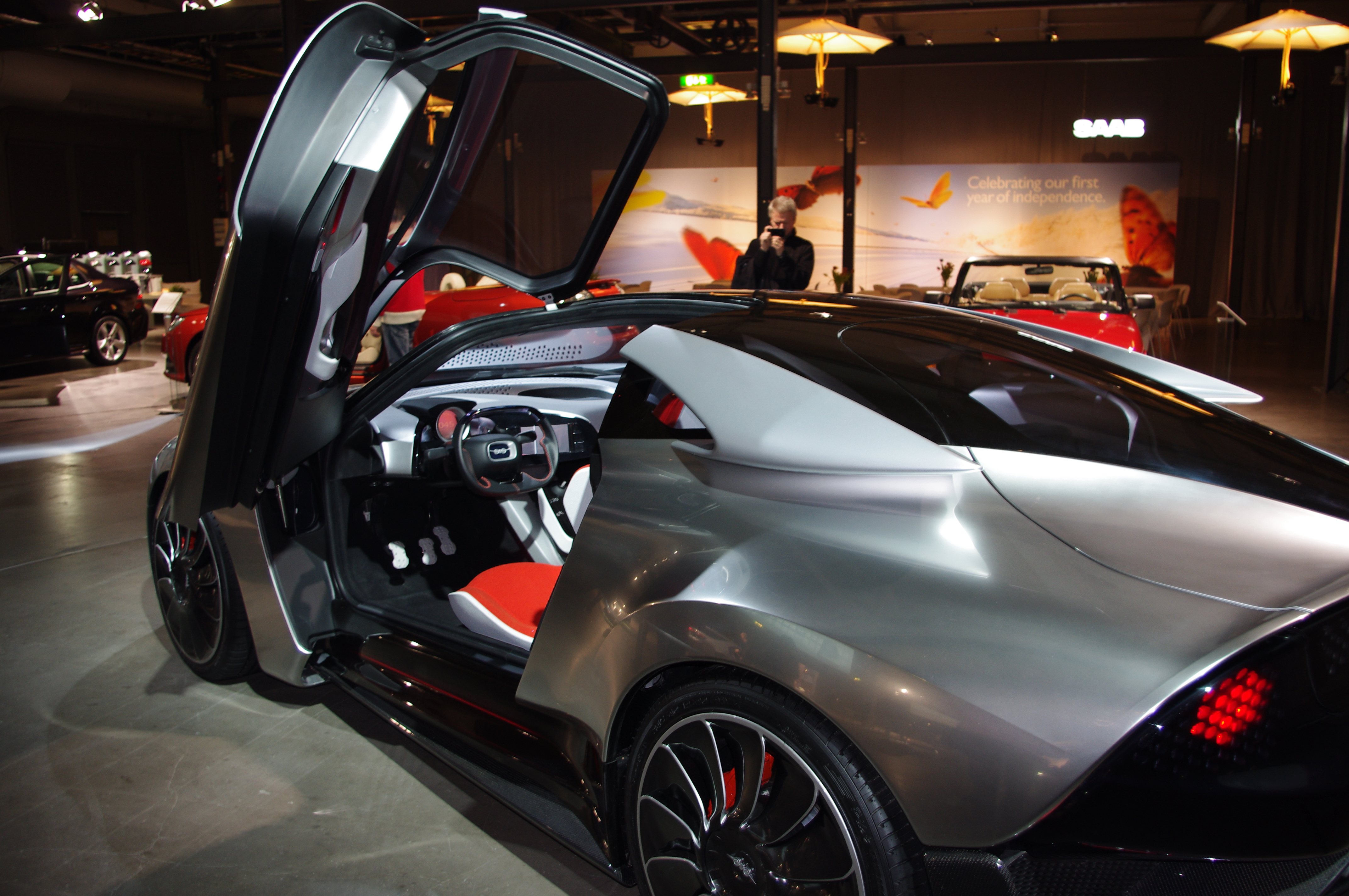
Bok pojazdu z widokiem wnętrza

Pojazd został zbudowany na nowej płycie podłogowej stworzonej przy współpracy z firmą Spyker, która pod koniec 2012 roku trafić miała do trzeciej generacji modelu 9-3. Do prezentacji pojazdu nie doszło z powodu bankructwa firmy. 
Stylistyka pojazdu inspirowana lotnictwem zaprojektowana została przez Jasona Castriota. Nadwozie PhoeniXa przypomina kształtem łzę. Samochód otrzymał agresywny pas przedni z prostymi kształtami, masywnym zderzakiem, dużą atrapą chłodnicy oraz niewielkimi reflektorami. Szyba przednia oraz szyby boczne pojazdu przypominają kabinę odrzutowca. W tylnej części pojazdu, szklany dach zbiega się z pasem reflektorów wykonanym w technologii LED. Tył pojazdu otrzymał wiele wlotów powietrza oraz wysoko umieszczone trapezoidalne końcówki układu wydechowego zamknięte pod obrysem lamp. Drzwi pojazdu podobnie jak w Mercedesie SLR McLaren otwierają się do góry. Drzwi pozbawiono widocznych klamek, by nie zakłócać opływu powietrza wokół pojazdu. Małe kamery umieszczone na wąskich wysięgnikach zapewniają kierowcy dodatkowy widok na tył pojazdu. Zamontowane na dachu „skrzydełka” poprawiają aerodynamikę nadwozia kierując strumień powietrza z boków auta bezpośrednio na tylną klapę, co dodatkowo dociska pojazd do podłoża i zapewnia lepszą stabilność. Muskularny kształt nadwozia zapewnia autu bardzo niski współczynnik oporu powietrza wynoszący 0,25.
We wnętrzu pojazdu zamontowano sportowe fotele o jasnoczerwonej tapicerce.  Prostokątna kierownica kojarzyć się ma z samolotowymi wolantami. Aluminiowe pasy wykorzystane do stylizacji wnętrza ułożono tak, by przypominały klatkę bezpieczeństwa z wyczynowych aut. Dynamicznego charakteru dodaje także wnętrzu czerwone podświetlenie tablicy rozdzielczej. Dyskretne oświetlenie kabiny – światło diod LED sączy się spod podłogi przez otwory w dywanikach.  Wskazania tablicy rozdzielczej są powtarzane na wyświetlaczu Head Up Display. Na bokach tablicy umieszczono obrazy z kamer zastępujących boczne lusterka. Zamiast kluczyka pojazd został wyposażony w przycisk start&stop umieszczony w charakterystycznym dla marki miejsc - w tunelu środkowym pomiędzy przednimi fotelami.
Samochód wyposażono w system Saab IQon, który stanowi platformę komunikacyjną opartą na technologii Google Android. W momencie uruchomienia silnika łączy się ona automatycznie z internetem pozwalając kierowcy na swobodne korzystanie z wielu aplikacji. Dotykowy ekran pozwala na sterowanie systemem audio i nawigacją.

### Silniki
Phoenix to pierwszy Saab z napędem hybrydowym. Koła przedniej osi pojazdu napędza czterocylindrowy, turbodoładowany silnik benzynowy produkcji BMW o pojemności 1.6 l i mocy 200 KM oraz 250 Nm momentu obrotowego (270 Nm z funkcją overboost). Tylna oś pojazdu napędzana jest silnikiem elektrycznym o mocy 34 KM, który czerpie energię z akumulatorów litowo-jonowych. Kierowca ma do wyboru trzy tryby: Eco, Sport i Traction. Ostatni tryb przeznaczony jest m.in. do jazdy po śliskiej nawierzchni.
| Silnik    | Pojemność skokowa [cm³] | Typ silnika | Moc maksymalna [KM] przy obr./min | Maks. moment obrotowy [Nm] przy obr./min | Przyspieszenie 0-100 km/h [s] | Prędkość maks. [km/h] |
| --------- | ----------------------- | ----------- | --------------------------------- | ---------------------------------------- | ----------------------------- | --------------------- |
| 1.6 Turbo | 1.6                     | R4          | 200 silnik elektryczny: 34        | 205                                      | 5,9                           | 250                   |